# Asparagus prostratus
Asparagus prostratus — вид рослин із родини холодкових (Asparagaceae).

## Середовище проживання
Ареал: узбережжя західної Європи (Бельгія, Данія, Франція, Німеччина, Велика Британія, Ірландія, Нідерланди, Іспанія).